# Thomas Cook Group
Thomas Cook Group plc var ett brittiskt reseföretag som existerade fram till 2019, då det gick i konkurs. Företaget hade sin bakgrund i Thomas Cooks arrangemang av resor från 1841, och var tidigare känt som Thomas Cook & Son och senare Thomas Cook AG. Thomas Cook Group fanns listat på London Stock Exchange från sitt bildande 19 juni 2007, då Thomas Cook AG slogs ihop med MyTravel Group.

## Historik

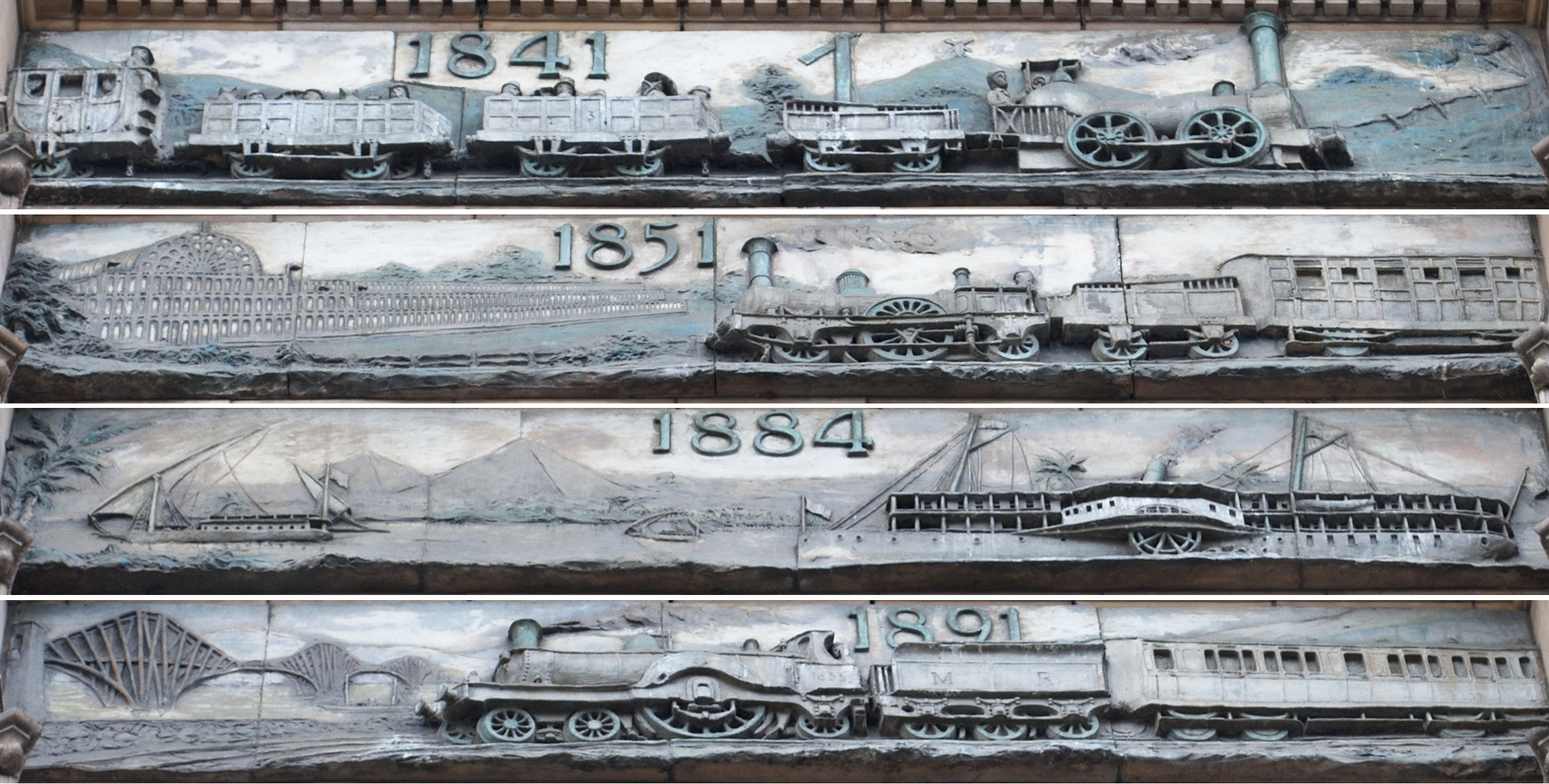
Paneler från Thomas Cook-byggnaden i Leicester, displaying excursions offered by Thomas Cook

Thomas Cook arrangerade sin första järnvägsresa 1841, då han hyrde ett tåg från Leicester till Loughborough för att transportera personer till ett nykterhetsmöte. Verksamheten fortsatte under de följande åren, senare även med utlandsresor, och han räknas därför som grundaren av världens första resebyrå. Hans son John Mason Cook blev partner i företaget 1871 och namnet blev då Thomas Cook & Son. September 1872 avgick den första jorden runt-resan i företagets regi. Verksamheten expanderade därefter ytterligare, och i början av 1900-talet var Thomas Cook & Son, då lett av John Mason Cooks tre söner Frank Henry, Thomas Albert och Ernest Edward, världens största reseföretag.
1924 blev företagsnamnet Thomas Cook & Son Ltd. 1928 sålde familjen Cook företaget till Compagnie Internationale des Wagons-Lits et des Grandes Express Européens som drev Orientexpressen. 1942 såldes Thomas Cook & Son till Hays Wharf Cartage Company som ägdes av de fyra största brittiska järnvägsföretagen. Thomas Cook & Sons förstatligades 1948, samtidigt som de brittiska järnvägarna, och blev en del av British Transport Commission. Under 1950- och 1960-talen tappade Thomas Cook & Sons marknadsandelar till arrangörer av billigare paketresor.
1972 privatiserades företag och förvärvades av ett konsortium bestående av Trust House Forte, Midland Bank och the Automobile Association. 1974 blev företagsnamnet Thomas Cook Group Ltd, och 1977 flyttade en stor del av verksamheten från London till Peterborough. 1989 köpte Crimson/Heritage den amerikanska delen av Thomas Cook för 1,3 miljarder dollar. 1992, efter att Midland Bank hade köpts av HSBC, köptes Thomas Cook av Westdeutsche Landesbank (WestLB) och charterflygbolaget LTU Group för 200 miljoner pund. 1995 köpte WestLB ut LTU group. 1999 slogs Thomas Cook och Carlson Leisure Group ihop till ett företag ägt av West LB, Carlson Inc och Preussag.
2001 köptes Thomas Cook av det tyska företaget C&N Touristic AG, som bytte namnet till Thomas Cook AG. 2005 såldes Thomas Cook International Markets till Dubai Financial LLC som ingick i Dubai Investment Group (DIG). 2007 gick Thomas Cook AG samman med MyTravel Group och bildade Thomas Cook Group. Thomas Cook AG:s ägare KarstadtQuelle ägde 52% av den nya koncernen och MyTravel Groups ägare de återstående 48%.